# Iglesia de San Isodoro

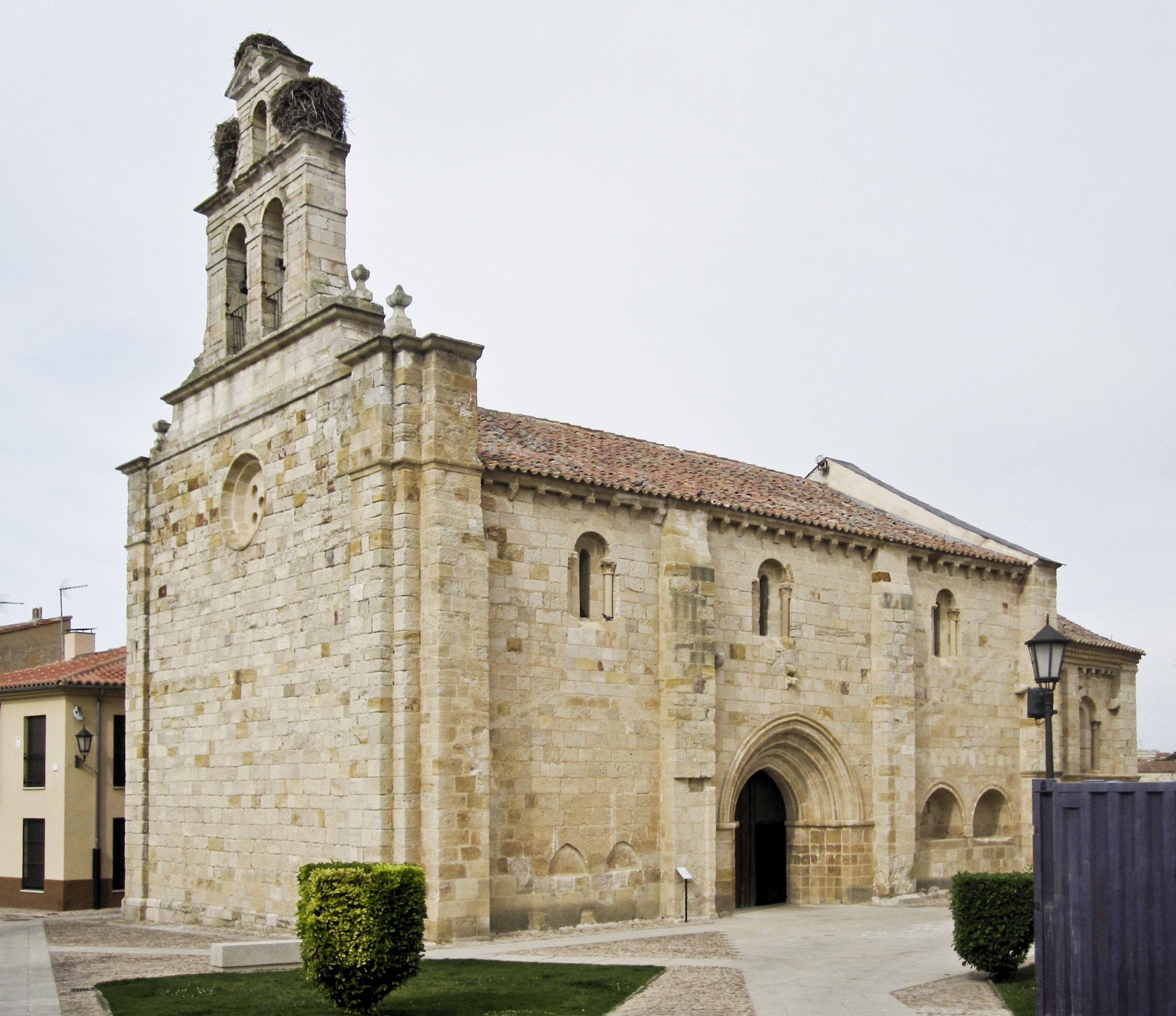
Den romanska kyrkan Iglesia de San Isodoro i Zamora.

Iglesia de San Isidoro är en romansk kyrka i Zamora, Spanien. Kyrkan som är katolsk, hör till stiftet Diósesis de Zamora.

## Beskrivning

### Historia
Först trodde man att kyrkan hade byggts för ihågkommelse av att relikerna efter Sankt Isidor hade förts genom staden, vilket hände år 1066. Men byggnaden härrör inte från det året, utan konstruerades omkring ett sekel senare. Det år som är mest accepterat är 1178. Grundandet av kyrkan brukar tillskrivas Sancha av León, det var nämligen hon som ombesörjde att helgonet som gett kyrkan i Sevilla dess namn transporterades till León.
Kyrkan reser sig inom den innersta ringmuren kring Zamora. Kyrkans placering är inte utan betydelse, den markerar en av stadens huvudaxlar, mycket nära Zamoras katedral och Portillo de la Lealtad (”Lojalitetsporten”) Kyrkan står på en av stadens högsta områden. Adressen är Rúa de los Francos, s/n.

### Arkitektur
La Iglesia de San Isidoro har många gammalromanska drag. Det rör sig om en byggnad med bara ett skepp och ett kvadratiskt huvudkapell. Kyrkan är unik på så sätt att interiören är bevarad praktiskt taget i original. Till exempel den spetsiga triumfbågen och kyrkans gavel med det enkelt formade rosettfönstret härrör från den första tiden.
Baksidan är intressant ur konstnärlig synvinkel, den har två portar med koncentriska bågar, dekorerade med enkla karmar utan någon typ av utsmyckning, vilket inte är så vanligt. Över porten finns en byst som man brukar tolka som en ängel, på grund av dess människoliknande utseende. Hela baksidan är förstärkt med rektangulära kontraforter.

## Bevarandestatus
Kyrkan är mycket väl bevarad, trots att den står på en av de högsta platserna i staden och är utsatt för konstanta vindar. Zamoras ayuntamiento inkluderar den i sina turiststråk i staden, varför den är väl besökt.